# لنز مینولتا ای‌اف ۷۵–۳۰۰میلی‌متر اف/۴٫۵–۵٫۶
لنز مینولتا ای‌اف ۷۵-۳۰۰میلی‌متر اف/۴٫۵-۵٫۶ (به انگلیسی: Minolta AF 75-300mm f/4.5-5.6 lens) نام لنز دوربین عکاسی از نوع زوم است که توسط شرکت سونی تولید می‌شود. فاصلهٔ کانونی این لنز ۷۵ تا ۳۰۰ میلی‌متر، دیافراگم آن دارای ۷ تیغه و ضریب اف آن اف ۴٫۵ تا اف ۳۲ است. این لنز در ژوئن ۲۰۰۹ میلادی تولید و عرضه شده‌است.